# La Peral
La Peral ist eine von drei Parroquias und gleichzeitig ein Ort in der Gemeinde Illas der autonomen Region Asturien in Spanien.

## Geographie
La Peral hat 234 Einwohner (2011) auf einer Fläche von 6,90 km². Es liegt auf 270–640 m Höhe über dem Meeresspiegel. Das 3 km entfernt gelegene Illas ist der nächste größere Ort und zudem Verwaltungssitz der Gemeinde.
Die wirtschaftliche Situation liegt beinahe komplett in der Landwirtschaft, wobei die Käserei der Familie López über Spaniens Grenzen hinaus durch den Queso de la Peral bekannt ist.
Das Kirchspiel umfasst die

## Dörfer und Weiler
- Argañosa 21 Einwohner 2011 43° 29′ 17″ N, 6° 0′ 34″ W
- La Peral 199 Einwohner 2011
- Reconco 11 Einwohner 2011 43° 29′ 17″ N, 6° 0′ 5″ W
- Rozaflor 1 Einwohner 2011

## Bevölkerungsentwicklung
|                                                                |
| Quelle: Website des INE – grafische Aufarbeitung für Wikipedia |

## Sehenswürdigkeiten
- Kirche San Jorge de La Peral
- Käserei der Familie Lopez